# Внешняя политика Кабо-Верде
Кабо-Верде придерживается политики неприсоединения и стремится к сотрудничеству со всеми дружественными государствами. Ангола, Бразилия, Китайская Народная Республика, Куба, Франция, Германия, Португалия, Сенегал, Россия, Южная Корея и Соединенные Штаты имеют посольства в Прае.
Кабо-Верде активно интересуется внешними делами, особенно в Африке. Она поддерживает двусторонние отношения с некоторыми португалоязычными странами и является членом ряда международных организаций. Она также участвует в большинстве международных конференций по экономическим и политическим вопросам.

## Двусторонние отношения
| Страна                        | Начало отношений                          | Примечания |
| ----------------------------- | ----------------------------------------- | --- |

Страны, с которыми Кабо-Верде имеет дипломатические отношения.

| Андорра                       | 30 Июня 2006 года                         | Обе страны установили дипломатические отношения 30 июня 2006 года. - Андорра не имеет аккредитации в Кабо-Верде. - Кабо-Верде аккредитовано в Андорре в своем посольстве в Мадриде, Испания, и имеет почетное консульство в Андорра-ла-Велья. |
| Ангола                        | 7 марта 1976 года                         | Кабо-Верде подписало соглашение о дружбе с Анголой в декабре 1975 года, вскоре после обретения Анголой независимости. Кабо-Верде и Гвинея-Бисау служили перевалочными пунктами для кубинских войск, направлявшихся в Анголу для борьбы с повстанцами УНИТА и южноафриканскими войсками. Премьер-министр Педру Пиреш направил солдат FARP в Анголу, где они служили личными телохранителями президента Анголы Жозе Эдуарду душ Сантуша. - Ангола имеет посольство в Прае. - Кабо-Верде имеет посольство в Луанде и консульство в Бенгеле. |
| Аргентина                     | 26 сентября 1975 года                     | Обе страны установили дипломатические отношения 26 сентября 1975 года. - Аргентина аккредитована в Кабо-Верде в своем посольстве в Лиссабоне, Португалия. - Кабо-Верде аккредитовано в Аргентине в своем посольстве в Бразилиа, Бразилия. |
| Армения                       | 26 февраля 1993 года                      | Обе страны установили дипломатические отношения 26 февраля 1993 года. |
| Австралия                     | 22 Сентября 2009 года                     | Обе страны установили дипломатические отношения 22 сентября 2009 года - Австралия аккредитована в Кабо-Верде в своем посольстве в Лиссабоне, Португалия. - Кабо-Верде не имеет аккредитации в Австралии. |
| Австрия                       | 29 апреля 1978 года                       | Обе страны установили дипломатические отношения 29 апреля 1978 года |
| Азербайджан                   | 22 Марта 2004 года                        | Правительства Азербайджана и Кабо-Верде установили дипломатические отношения 22 марта 2004 года |
| Бахрейн                       | 17 Марта 2005 года                        | Обе страны установили дипломатические отношения 17 марта 2005 года |
| Бангладеш                     | 6 Июня 2018 года                          | Обе страны установили дипломатические отношения 6 июня 2018 года |
| Беларусь                      | 4 июня 1992 года                          | Обе страны установили дипломатические отношения 4 июня 1992 года |
| Боливия                       | 1 марта 1989 года                         | Обе страны установили дипломатические отношения 1 марта 1989 года |
| Босния и Герцеговина          | 18 Октября 1995 года                      | Обе страны установили дипломатические отношения 18 октября 1995 года |
| Бразилия                      | 5 июля 1975 года                          | Обе страны установили дипломатические отношения 5 июля 1975 года - У Кабо-Верде есть посольство в Бразилии - У Бразилии есть посольство в Прае. |
| Канада                        | 1976 год                                  | Обе страны установили дипломатические отношения в 1976 году. - Канада аккредитована в Кабо-Верде в своем посольстве в Дакаре, Сенегал. - Кабо-Верде аккредитовано в Канаде в своем посольстве в Вашингтоне, округ Колумбия, США. |
| Китайская Народная Республика | 25 апреля 1976 года                       | В январе 2007 года министр инфраструктуры, транспорта и моря Мануэль Иносенсио Соуза признал важность Китайской Народной Республики для Кабо-Верде, заявив: «Китай был другом Кабо-Верде еще до того, как она получила независимость от Португалии 30 лет назад. Двусторонние отношения были очень хорошими: например, в 2002 году товарооборот между нашими двумя странами достиг 1,8 миллиона долларов США в результате китайского экспорта продукции легкой промышленности и различных товаров.» - Кабо-Верде имеет посольство в Пекине. - У Китая есть посольство в Прае. |
| Колумбия                      | 27 июля 1987 года                         | Обе страны установили дипломатические отношения 27 июля 1987 года |
| Коста-Рика                    | 23 мая 1996 года                          | Обе страны установили дипломатические отношения 23 мая 1996 года |
| Хорватия                      | 19 августа 1994 года                      | Обе страны установили дипломатические отношения 19 августа 1994 года. |
| Куба                          | 5 сентября 1975 года                      | Обе страны установили дипломатические отношения 5 сентября 1975 года - У Кабо-Верде есть посольство в Гаване. - У Кубы есть посольство в Прае. |
| Кипр                          | 31 мая 2000 года                          | Обе страны установили дипломатические отношения 31 мая 2000 года. |
| Чехия                         | 28 октября 1975 года и 1 января 1993 года | - Кабо-Верде аккредитовано в Чешской Республике в своем посольстве в Берлине, Германия. - Чешская Республика аккредитована в Кабо-Верде своим посольством в Лиссабоне, Португалия и почетное консульство в Прае. |
| Доминика                      | 15 Мая 2019 года                          | Обе страны установили дипломатические отношения 15 мая 2019 года |
| Доминиканская республика      | 29 Сентября 2007 года                     | Обе страны установили дипломатические отношения 29 сентября 2007 года |
| Восточный Тимор               | ?                                         | - Кабо-Верде аккредитовано в Восточном Тиморе в своем Министерстве иностранных дел в Прайе. - Восточный Тимор аккредитован в Кабо-Верде в своем посольстве в Лиссабоне, Португалия. - Обе страны также поддерживают дипломатические отношения через своих соответствующих послов, аккредитованных при СПЯС в Лиссабоне, Португалия. |
| Эквадор                       | 10 Августа 2010                           | Обе страны установили дипломатические отношения 10 августа 2010 года |
| Эстония                       | 1 октября 1991 года                       | Обе страны установили дипломатические отношения 1 октября 1991 года |
| Эфиопия                       | 13 октября 1983 года                      | - У Кабо-Верде есть посольство в Аддис-Абебе. - Эфиопия аккредитована в Кабо-Верде в своем посольстве в Дакаре, Сенегал. |
| Фиджи                         | 2 Апреля 2012 года                        | Обе страны установили дипломатические отношения 2 апреля 2012 года. |
| Финляндия                     | 22 июля 1983 года                         | Обе страны установили дипломатические отношения 22 июля 1983 года. |
| Франция                       | 1976 год                                  | - Кабо-Верде имеет посольство в Париже и генеральное консульство в Ницце. - У Франции есть посольство в Прае. |
| Грузия                        | 22 Января 2010                            | Обе страны установили дипломатические отношения 22 января 2010 года |
| Греция                        | 24 апреля 1986 года                       | Обе страны установили дипломатические отношения 24 апреля 1986 года |
| Гватемала                     | 25 Июля 2006 года                         | Обе страны установили дипломатические отношения 25 июля 2006 года |
| Гвинея-Бисау                  | 1975 год                                  | Республика Гвинея-Бисау находится примерно в 900 км к юго-востоку от Кабо-Верде в прибрежной Западной Африке. Обе страны были колониями Португальской империи, и они вместе боролись за независимость с планом объединения, но после 1980 года страны разделились. - У Кабо-Верде есть посольство в Бисау. - У Гвинеи-Бисау есть посольство в Прае. |
| Венгрия                       | 16 июля 1975 года                         | Венгрия представлена в Кабо-Верде своим посольством в Лиссабоне, Португалия и почетным консульством в Прае. |
| Исландия                      | 20 июля 1977 года                         | Обе страны установили дипломатические отношения 20 июля 1977 года. |
| Индия                         | 1977 год                                  | После того, как в 15 веке Кабо-Верде стало португальской колонией, оно стало важным транзитным пунктом для торговых путей из Европы в Индию и Австралию. Посольство Индии в Дакаре, Сенегал, одновременно аккредитовано в Кабо-Верде. Кабо-Верде имеет Почетное Генеральное консульство в Нью-Дели. Министр иностранных дел Хосе Брито был первым министром Кабо-Верде, посетившим Индию в ноябре 2009 года. Государственный министр по развитию сельских районов Сударшан Бхагат посетил Кабо-Верде в сентябре 2015 года в качестве Специального посланника премьер-министра. Бхагат пригласил Кабо-Верде направить делегацию для участия в третьем саммите Индийско-Африканского форума. Министр иностранных дел Толентини Араужо Хорхе возглавил делегацию Кабо-Верде для участия в саммите в Нью-Дели в октябре 2015 года. Двусторонний товарооборот между Кабо-Верде и Индией в 2014-15 годах составил 4,20 млн долларов США, сократившись на 40,72 % по сравнению с предыдущим финансовым годом. Индия экспортировала в Кабо-Верде товаров на сумму 1,43 миллиона долларов, а импортировала на 2,77 миллиона долларов. Основными товарами, экспортируемыми из Индии в Кабо-Верде, являются лекарства, фармацевтические препараты, изделия из пластика и линолеума, а также искусственные волокна. IBSA предоставило грант на реконструкцию медицинского центра в Кабо-Верде. Индия предоставила кредитную линию на сумму 5 миллионов долларов для создания Технологического парка в стране. В 2010 году Индия пожертвовала 50 000 долларов на помощь правительству Кабо-Верде в борьбе с лихорадкой денге, а в октябре 2012 года поставила компьютеры для правительственной программы «Новый мир». Граждане Кабо-Верде имеют право на получение стипендий в рамках Индийской программы технического и экономического сотрудничества и Индийского совета по культурным связям. В Кабо-Верде проживает небольшая индейская община. |
| Индонезия                     | ?                                         | Индонезия представлена в Кабо-Верде своим посольством в Дакаре. |
| Ирландия                      | 19 марта 2021 года                        | Обе страны установили дипломатические отношения 19 марта 2021 года |
| Израиль                       | 27 июля 1994 года                         | Обе страны установили дипломатические отношения 27 июля 1994 года. |
| Ямайка                        | 22 марта 1999 года                        | Обе страны установили дипломатические отношения 22 марта 1999 года |
| Япония                        | Декабрь 1977 года                         | Обе страны установили дипломатические отношения 11 июля 1975 года. |
| Казахстан                     | 30 июля 1992 года                         | Обе страны установили дипломатические отношения 30 июля 1992 года |
| Кувейт                        | 30 марта 1987 года                        | Обе страны установили дипломатические отношения 30 марта 1987 года |
| Кыргызстан                    | 26 Сентября 2019 года                     | Обе страны установили дипломатические отношения 26 сентября 2019 года |
| Латвия                        | 21 октября 1992 года                      | Обе страны установили дипломатические отношения 21 октября 1992 года. |
| Ливан                         | 20 мая 2021 года                          | Обе страны установили дипломатические отношения 20 мая 2021 года |
| Литва                         | 28 мая 1992 года                          | Обе страны установили дипломатические отношения 28 мая 1992 года. |
| Люксембург                    | 31 марта 1977 года                        | Обе страны установили дипломатические отношения 31 марта 1977 года |
| Мальдивские острова           | 23 апреля 2003 года                       | Обе страны установили дипломатические отношения 23 апреля 2003 года |
| Мальта                        | 17 Марта 2016 года                        | Обе страны установили дипломатические отношения 17 марта 2016 года. |
| Маршалловы острова            | 1 декабря 1995 года                       | Обе страны установили дипломатические отношения 1 декабря 1995 года |
| Мексика                       | 19 февраля 1976 года                      | Обе страны установили дипломатические отношения 19 февраля 1976 года - Кабо-Верде аккредитовано в Мексике в своем посольстве в Вашингтоне, округ Колумбия, Соединенные Штаты. - Мексика аккредитована в Кабо-Верде в своем Постоянном представительстве при Организации Объединенных Наций в Нью-Йорке. |
| Молдавия                      | 2 сентября 2004 года                      | Обе страны установили дипломатические отношения 2 сентября 2004 года |
| Монако                        | 10 Августа 2017 года                      | Обе страны установили дипломатические отношения 10 августа 2017 года |
| Монголия                      | 19 ноября 1975 года                       | Обе страны установили дипломатические отношения 19 ноября 1975 года. |
| Черногория                    | 17 Декабря 2010 года                      | Обе страны установили дипломатические отношения 17 декабря 2010 года. |
| Мозамбик                      | 15 марта 1976 года                        | - Кабо-Верде аккредитовано в Мозамбике в своем посольстве в Луанде, Ангола, и имеет почетное консульство в Мапуту. - Мозамбик аккредитован в Кабо-Верде в своем Министерстве иностранных дел в Мапуту. - Обе страны также поддерживают дипломатические отношения через своих соответствующих послов, аккредитованных при СПЯС в Лиссабоне, Португалия. |
| Непал                         | 3 Августа 2017 года                       | Обе страны установили дипломатические отношения 3 августа 2017 года |
| Норвегия                      | 9 мая 1977 года                           | Обе страны установили дипломатические отношения 9 мая 1977 года |
| Оман                          | 22 Мая 2006 года                          | Обе страны установили дипломатические отношения 22 мая 2006 года |
| Пакистан                      | 30 Октября 1987 года                      | Обе страны установили дипломатические отношения 30 октября 1987 года |
| Панама                        | 5 апреля 2021 года                        | Обе страны установили дипломатические отношения 5 апреля 2021 года |
| Филиппины                     | 21 марта 2000 года                        | Обе страны установили дипломатические отношения 21 марта 2000 года |
| Польша                        | 12 февраля 1976 года                      | Обе страны установили дипломатические отношения 12 февраля 1976 года |
| Португалия                    | 5 июля 1975 года                          | - Кабо-Верде имеет посольство в Лиссабоне. - У Португалии есть посольство в Прае. |
| Румыния                       | 17 сентября 1975 года                     | Обе страны установили дипломатические отношения 17 сентября 1975 года |
| Россия                        | 14 июля 1975 года                         | Обе страны установили дипломатические отношения 14 июля 1975 года - Кабо-Верде имеет почетное консульство в Москве. - У России есть посольство в Прае. |
| Сан-Томе и Принсипи           | ?                                         | - У Кабо-Верде есть посольство в Сан-Томе. - У Сан-Томе и Принсипи есть посольство в Прайе. |
| Сент-Винсент и Гренадины      | 13 Июня 2007 года                         | Обе страны установили дипломатические отношения 13 июня 2007 года |
| Сан-Марино                    | 25 Сентября 2019 года                     | Обе страны установили дипломатические отношения 25 сентября 2019 года |
| Сенегал                       | Июль 1975 года                            | - У Кабо-Верде есть посольство в Дакаре. - У Сенегала есть посольство в Прае. |
| Сербия                        | 1975 год                                  | Обе страны установили дипломатические отношения в 1975 году. |
| Словения                      | 17 августа 1992 года                      | Обе страны установили дипломатические отношения 17 августа 1992 года |
| Соломоновы острова            | 26 Мая 2011 года                          | Обе страны установили дипломатические отношения 26 мая 2011 года |
| ЮАР                           | 4 апреля 1994 года                        | Обе страны установили дипломатические отношения 4 апреля 1994 года. - Кабо-Верде аккредитовано в Южной Африке в своем посольстве в Луанде, Ангола. - Южная Африка аккредитована в Кабо-Верде в своем посольстве в Дакаре, Сенегал. |
| Южная Корея                   | 3 октября 1988 года                       | Установление дипломатических отношений между Республикой Корея и Кабо-Верде состоялось 3 октября 1988 года. В 2011 году объем двусторонней торговли составил 1 140 792 доллара США (Машины, Автомобили, Оптические приборы). Импорт: 65 166 долларов США. |
| Испания                       | 21 декабря 1977 года                      | - У Кабо-Верде есть посольство в Мадриде. - У Испании есть посольство в Прае. |
| Судан                         | 30 Мая 2010                               | Обе страны установили дипломатические отношения 30 мая 2010 года |
| Швейцария                     | 1980 год                                  | Обе страны установили дипломатические отношения в 1980 году. |
| Таджикистан                   | 7 Июня 2018 года                          | Обе страны установили дипломатические отношения 7 июня 2018 года |
| Таиланд                       | 2 декабря 1986 года                       | Обе страны установили дипломатические отношения 2 декабря 1986 года |
| Турция                        | 24 июня 1979 года                         | - Посольство Турции в Дакаре, Сенегал, аккредитовано в Кабо-Верде. - Объем товарооборота между двумя странами в 2019 году составил 9,5 млн долларов США. |
| Украина                       | 25 марта 1992 года                        | Украина представлена в Кабо-Верде своим посольством в Дакаре, Сенегал. |
| США                           | 19 июля 1975 года                         | Соединенные Штаты оказывали чрезвычайную гуманитарную и экономическую помощь Кабо-Верде в период сразу после обретения независимости Кабо-Верде, а также после стихийных бедствий, включая ураган, обрушившийся на остров Брава в 1982 году, и после сильного извержения вулкана на острове Фогу в 1995 году. Кабо-Верде также имеет право на торговые льготы в соответствии с Законом о росте и возможностях в Африке (AGOA) и подписало соглашение об открытом небе для содействия безопасности и расширению авиаперевозок. 4 июля 2005 года Кабо-Верде стало третьей страной, подписавшей соглашение с США. Финансируемая правительством корпорация «Вызовы тысячелетия» (MCC); пятилетний пакет помощи на сумму более 110 миллионов долларов направлен на решение проблем экономического роста в сельских районах, развитие инфраструктуры и развитие кредитного сектора. - Кабо-Верде имеет посольство в Вашингтоне, округ Колумбия, и консульство в Бостоне. - У Соединенных Штатов есть посольство в Прае. |
| Уругвай                       | 10 Сентября 2013 года                     | Обе страны установили дипломатические отношения 10 сентября 2013 года |
| Венесуэла                     | 20 Сентября 2006 года                     | Обе страны установили дипломатические отношения 20 сентября 2006 года |
| Вьетнам                       | 8 июля 1975 года                          | Обе страны установили дипломатические отношения 8 июля 1975 года. |